# Ülejõe (Rae)
Ülejõe est un village de la commune de Rae du comté de Harju en Estonie.
Au 31 décembre 2011, il compte 134 habitants.